# Scream (álbum do Tokio Hotel)
Scream, conhecido como Room 483 na Alemanha, é o primeiro álbum de estúdio em inglês e o terceiro álbum de estúdio geral da banda de rock alemã Tokio Hotel. Contém versões em inglês de músicas de dois de seus álbuns anteriores: Schrei e Zimmer 483.
Oito das doze músicas vêm de Zimmer 483, enquanto as quatro restantes são originárias de Schrei. O nome "Scream" é a tradução inglesa do nome do primeiro álbum de Tokio Hotel, Schrei. Scream gerou os singles "Monsoon", "Ready, Set, Go!", "Scream" e "Don't Jump".
| Críticas profissionais                                                      | Críticas profissionais |
| Avaliações da crítica                                                       | Avaliações da crítica  |
| Fonte                                                                       | Avaliação              |
| --------------------------------------------------------------------------- | ---------------------- |
| All Music Guide                                                             | [ 1 ]                  |
| Cosmos Gaming                                                               | (sem nota)             |
| Esta tabela precisa de ser acompanhada por texto em prosa. Consulte o guia. |                        |

## Faixas
| #   | Título               | Duração |
| --- | -------------------- | ------- |
| 1.  | "Scream"             | 3:21    |
| 2.  | "Ready, Set, Go"     | 3:34    |
| 3.  | "Monsoon"            | 4:05    |
| 4.  | "Love Is Dead"       | 3:40    |
| 5.  | "Don't Jump"         | 4:08    |
| 6.  | "Live Every Second"  | 3:53    |
| 7.  | "On The Edge"        | 4:07    |
| 8.  | "Sacred"             | 4:00    |
| 9.  | "Break Away"         | 3:24    |
| 10. | "Rescue Me"          | 3:56    |
| 11. | "Final Day"          | 3:13    |
| 12. | "Forgotten Children" | 4:37    |
| 13. | "By Your Side"       | 3:18    |

Versão Britânica (2 faixas bónus)
1. "Live Every Second" - 3:53
2. "Raise Your Hands"

Versão Canadense (1 faixa bónus)
1. "1000 Oceans"

Versão Brasileira e Americana (3 faixas bónus)
1. "Live Every Second" - 3:53
2. "1000 Oceans" - 4:05
3. "Durch Den Monsun (Original Version 2003)